# Paralastor caprai
Paralastor caprai är en stekelart som beskrevs av Giordani Soika 1977. Paralastor caprai ingår i släktet Paralastor och familjen Eumenidae. Inga underarter finns listade i Catalogue of Life.